# Dactylophysus
Dactylophysus is een geslacht van kevers uit de familie  
kniptorren (Elateridae).
Het geslacht is voor het eerst wetenschappelijk beschreven in 1892 door Fleutiaux.

## Soorten
Het geslacht omvat de volgende soorten:
- Dactylophysus mendax Candèze, 1859
- Dactylophysus mendax (Candèze, 1859)
- Dactylophysus tibialis Candèze, 1859